# أعتضادي (غرمسير أردستان)
أعتضادي (بالإنجليزية: Etazadi)‏ هي منطقة سكنية تقع في إيران في أصفهان.